# 天主教阿本古魯教區
天主教阿本古魯教區（拉丁語：Dioecesis Abenguruensis）是科特迪瓦一個羅馬天主教教區，屬布瓦凱總教區。
教區成立於1963年9月13日，位於中科莫埃區，2004年有教友295,000人（佔轄區總人口49.1%）、二十個堂區、四十九名司鐸。現任教區主教為格巴亞·博義·齊里，榮休主教為勃路諾·夸梅。